# Pogonomyrmex variabilis
Pogonomyrmex variabilis är en myrart som beskrevs av Santschi 1916. Pogonomyrmex variabilis ingår i släktet Pogonomyrmex och familjen myror. Inga underarter finns listade i Catalogue of Life.

## Bildgalleri

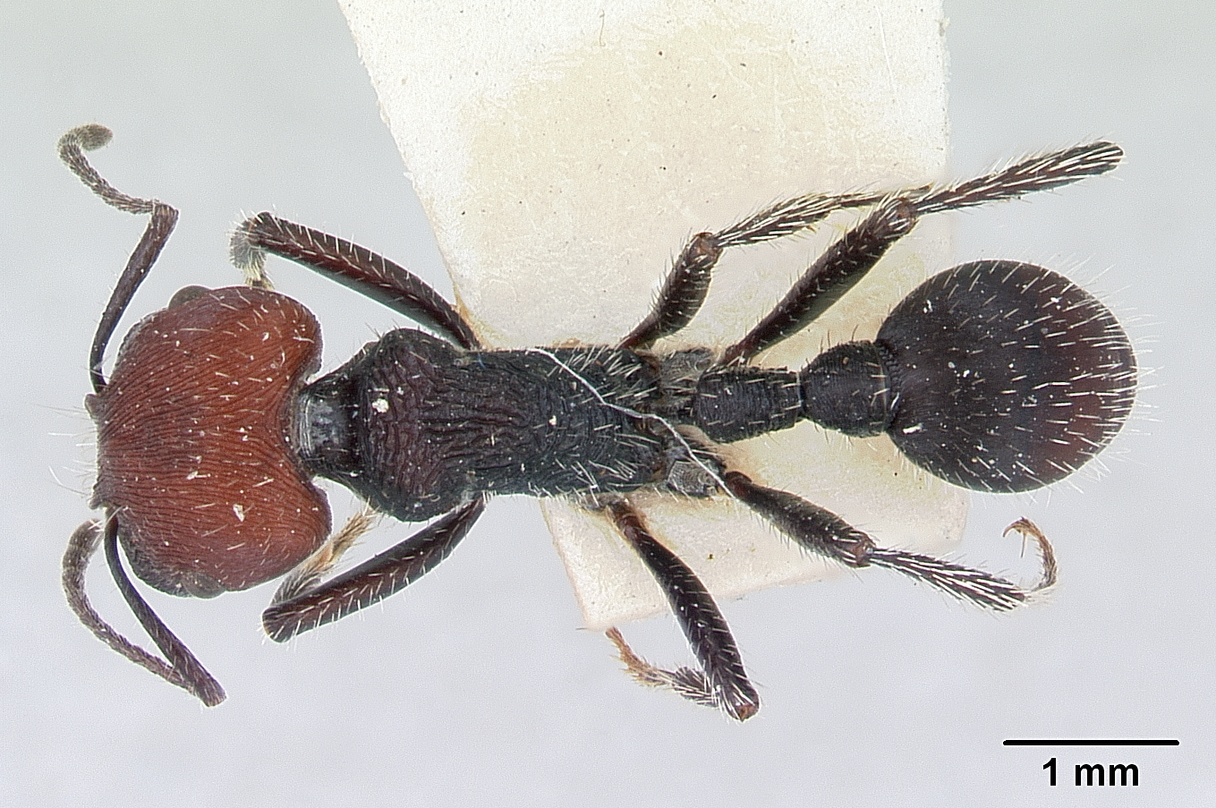
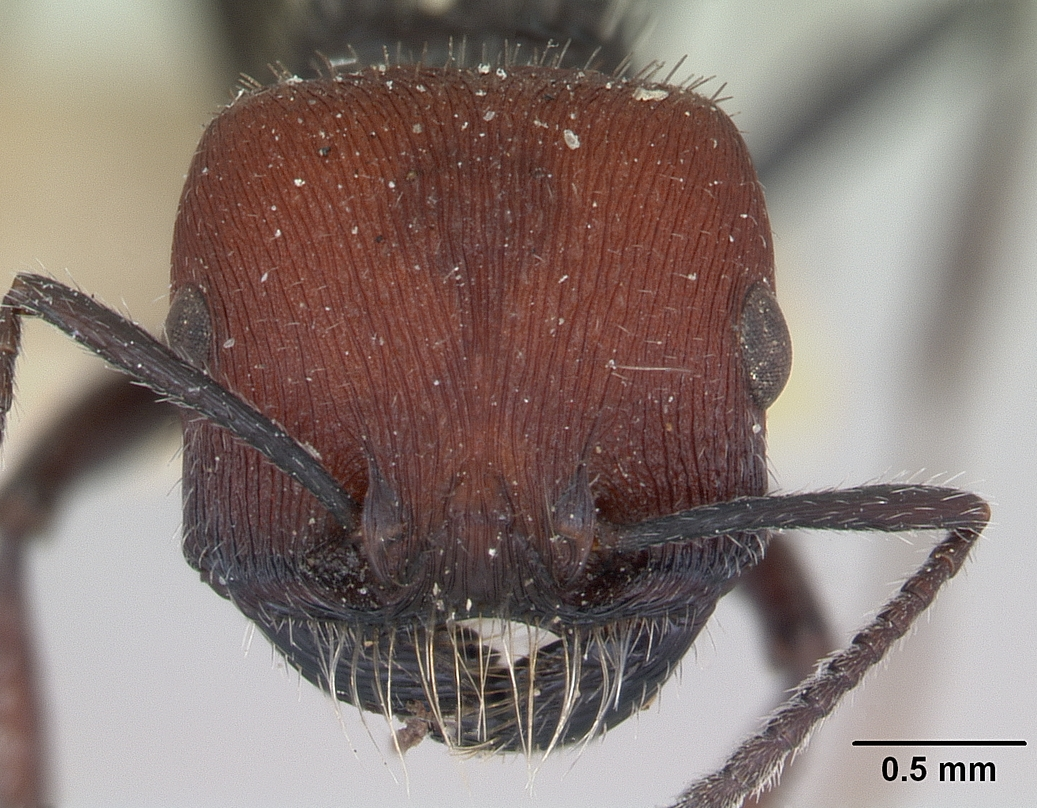
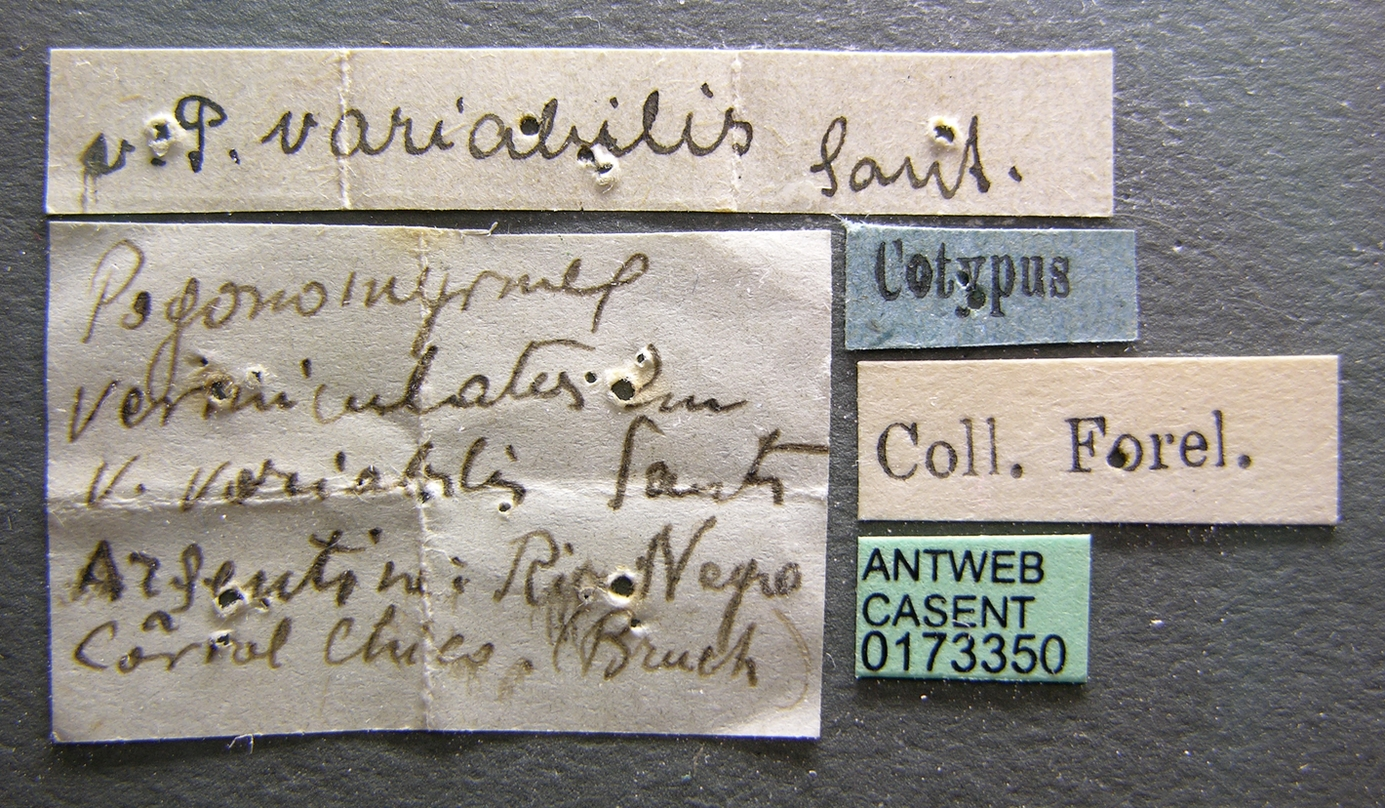
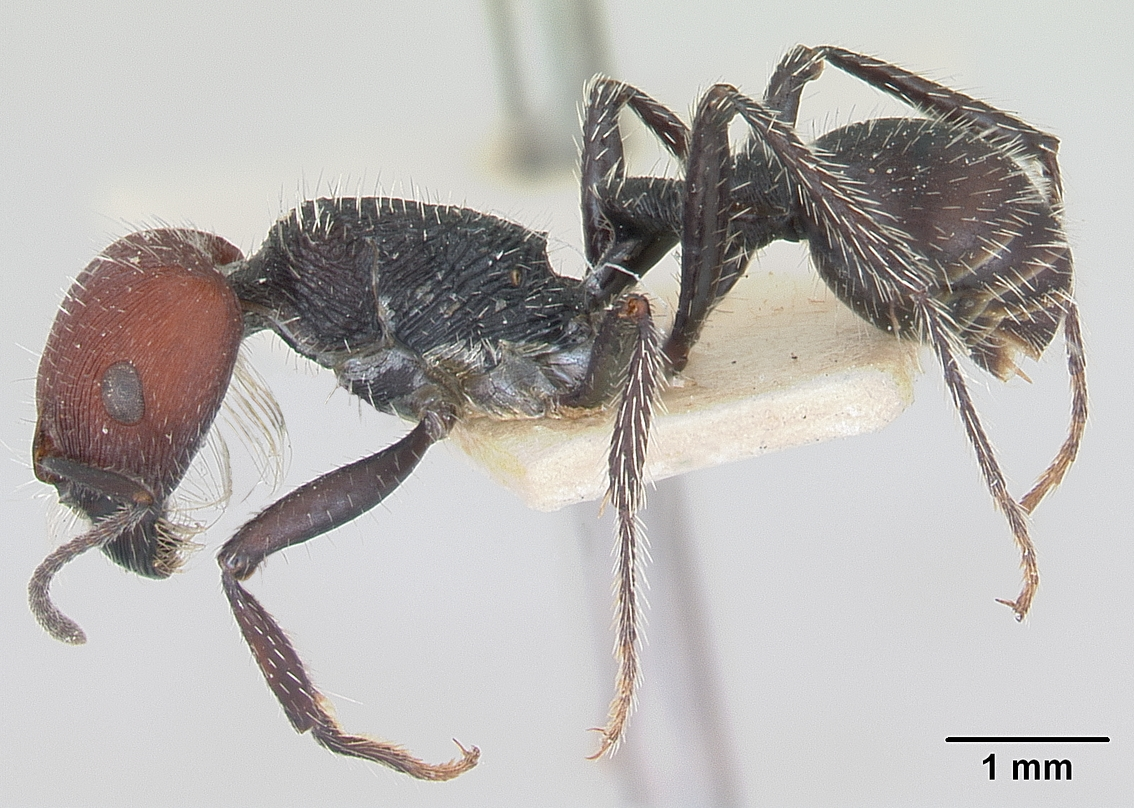